# Hochspannungslabor

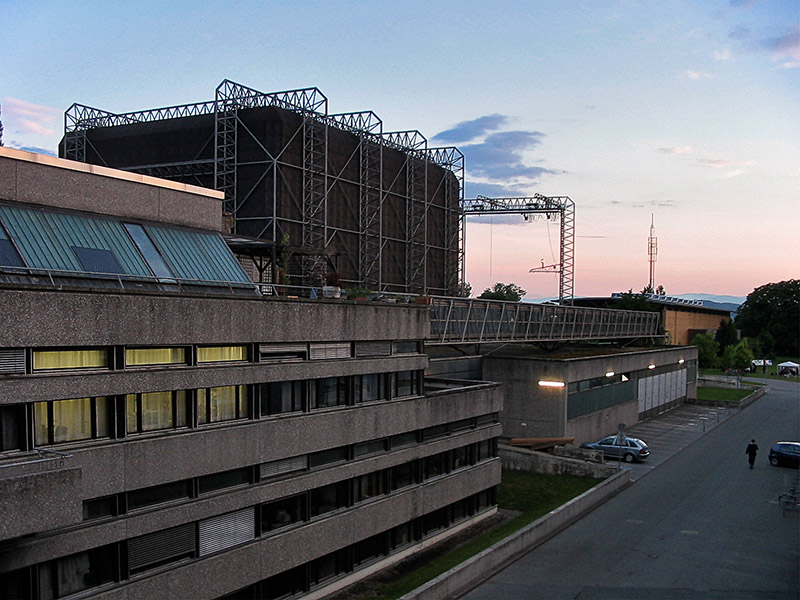
Halle des Hochspannungslabors der TU Graz.

Ein Hochspannungslabor, auch Hochspannungsprüffeld oder Hochspannungsraum, ist ein in der elektrischen Energietechnik verwendete Räumlichkeit zur gefahrlosen und reproduzierbaren Durchführung von Experimenten mit Hochspannung. Dies sind elektrische Spannungen über einem Kilovolt bis in den Bereich von einigen Megavolt. Aufgrund der dabei notwendigen Sicherheitsabstände mit einigen Metern und den räumlichen Abmessungen der verwendeten Geräte sind Hochspannungslabors im Regelfall in einer Halle untergebracht.

## Anwendungen

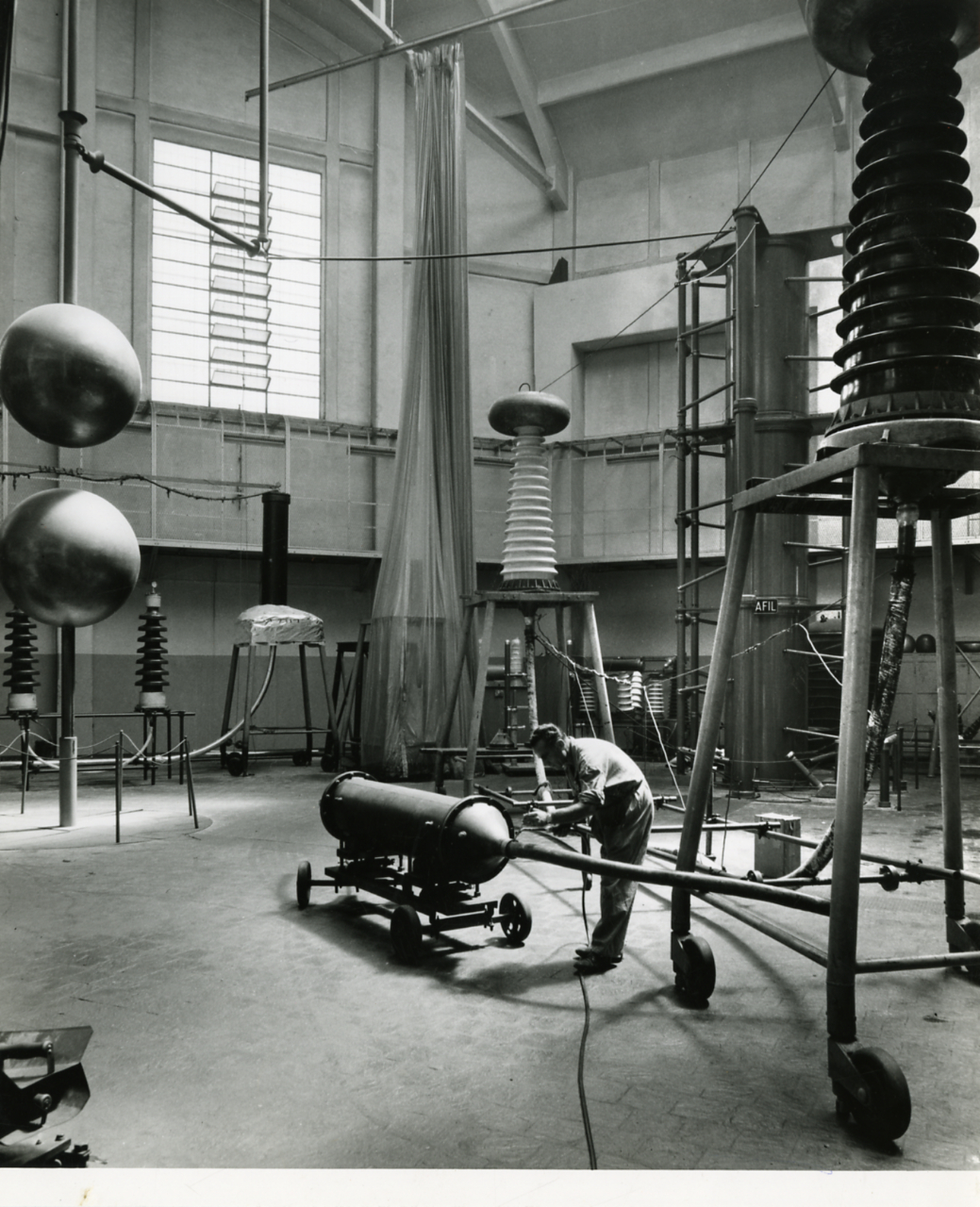
Hochspannungslabor in Mailand (Foto von Paolo Monti, 1965)

Hochspannungslabors werden als Abteilung im Bereich von technischen Universitäten eingerichtet und dienen neben dem Bereich der Ausbildung und Durchführung von praktischen Lehrveranstaltungen im Bereich der Hochspannungs- und Energietechnik auch der Durchführung von Hochspannungsexperimenten im Bereich der Forschung, beispielsweise zur Ermittlung der Tauglichkeit von Werkstoffen für den Einsatz als Isolatoren.
Im Bereich der Industrie werden Hochspannungsprüffelder für die Qualitätssicherung und Sicherstellung von Grenzwerten bei energietechnisch genutzten Komponenten wie Leistungstransformatoren oder Leistungsschaltern eingesetzt. Diese Komponenten der Hochspannungstechnik werden teilweise individuell für den Einsatz in Kraftwerken oder Umspannwerken konstruiert und müssen vor der Auslieferung im Hochspannungsprüffeld auf die zugesagten Grenzwerte geprüft werden.

## Aufbau

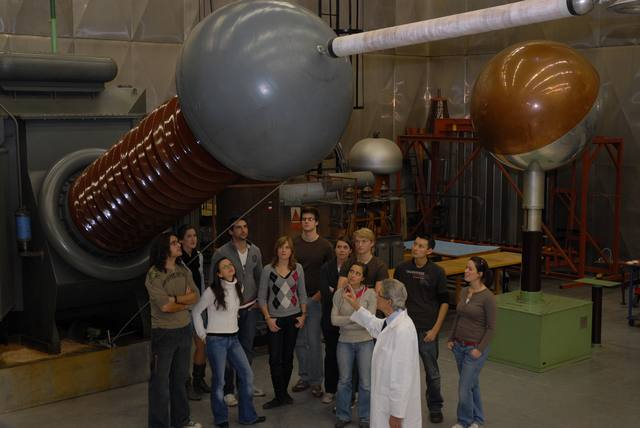
Führung durch das Hochspannungslabor der CTU in Prag

Ein Hochspannungslabor ist ein abgeschlossener Raum oder eine Halle mit geerdeten elektrisch leitfähigen Böden und Wänden, die einen faradayschen Käfig bilden, sodass innen ausgelöste elektrische Entladungen keine Auswirkungen außerhalb des Labors haben. 
Zur Vermeidung von Stromunfällen sind bei der Arbeit Sicherheitsrichtlinien wie die Fünf Sicherheitsregeln zu beachten. Während des Betriebs darf der Hochspannungsraum nicht betreten werden und ist durch entsprechende Abschrankungen, metallische Gitter, Warnleuchten und Hinweisschilder gesichert. Die Experimente werden ferngesteuert von einem benachbarten Kontroll- und Steuerraum aus durchgeführt. Alle elektrischen Messleitungen in bzw. aus dem Hochspannungsbereich müssen geschirmt und über Überspannungsableiter wie Varistoren geführt werden, um das „Verschleppen“ von Hochspannung in den Außenbereich zu verhindern.
Zur Erzeugung von hohen Wechselspannungen bis in den Bereich von rund 1 MV dienen Prüftransformatoren. Zur Erzeugung von hohen Gleichspannungen kommen Hochspannungskaskaden (Cockcroft-Walton-Generator) und zur Erzeugung einzelner Impulse wie bei künstlichen Blitzentladungen Marx-Generatoren zur Anwendung. Durch die hohen Spannungen und zur Vermeidung von Spitzenentladungen sind hochspannungsführende Leiter durch große, runde Außenradien und voluminös wirkende Formen gekennzeichnet.
Hochspannungslabors werden üblicherweise aus dem öffentlichen Stromnetz gespeist, wobei aufgrund der hohen Momentanleistungen Netzrückwirkungen durch Stoßbelastungen wie Kurzschlüsse, die im Rahmen der Versuche gewollt auftreten können, zu vermeiden sind. Zu diesem Zweck werden zur Speisung unter anderem rotierende Umformer eingesetzt, welche durch ihre Schwungmasse stoßartige Rückwirkungen auf das Versorgungsnetz dämpfen.
Auch nach der Abschaltung der Hochspannung können im Prüffeld beispielsweise an Hochspannungskondensatoren hohe Spannungen anliegen, weshalb vor dem Arbeiten im Hochspannungsfeld die einzelnen Anlagenteile mittels Erdungspeitsche geerdet werden müssen.